# Huang Qun (friidrottare)
Huang Qun, född 10 april 1979, är en friidrottare från Kina. Hon deltog vid olympiska sommarspelen 2004.